# 小行星5794

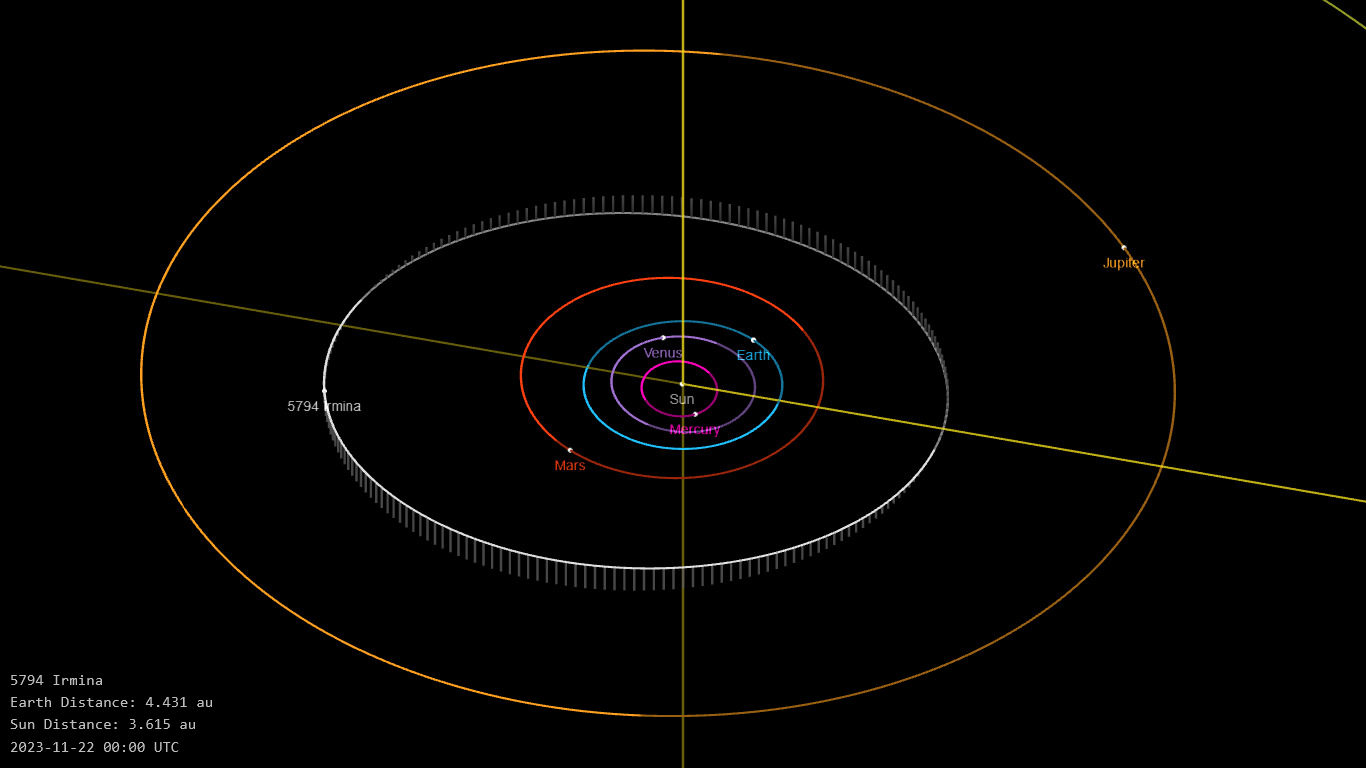

小行星5794（英語：5794 Irmina）是一颗围绕太阳公转的小行星。1976年9月24日，尼古拉·切爾尼赫在克里米亚发现了此天体。
这颗小行星的绝对星等为216.4246157097933等。